# Llano la Plaza
Llano la Plaza är en ort i Mexiko.   Den ligger i kommunen Mesones Hidalgo och delstaten Oaxaca, i den sydöstra delen av landet, 300 km söder om huvudstaden Mexico City. Llano la Plaza ligger 515 meter över havet och antalet invånare är 121.
Terrängen runt Llano la Plaza är huvudsakligen kuperad, men åt sydväst är den platt. Runt Llano la Plaza är det ganska glesbefolkat, med 27 invånare per kvadratkilometer. Närmaste större samhälle är Putla Villa de Guerrero, 11,9 km norr om Llano la Plaza. Omgivningarna runt Llano la Plaza är en mosaik av jordbruksmark och naturlig växtlighet.